# 陈海峰
陈海峰（1956年2月—），浙江青田人。中国共产党党员。贵州工学院干训部工业企业管理工程专修科毕业，南开大学国际企业管理系工商管理专业在职研究生学历。历任中共贵州省委政策研究室秘书长、副主任，共青团贵州省委副书记、书记，中共安顺地委副书记、行署常务副专员，安顺市委副书记、市长、市委书记等职。2008年1月当选贵州省政协副主席。